# Potée Lorraine
La potée lorraine, o potaye en lorenès, és una especialitat gastronòmica tradicional de la regió francesa de Lorena. Es tracta d'un bullit, mescla de carn de porc i hortalisses, propi de l'hivern i dels mesos freds.
La seva composició varia poc: s'hi empra tradicionalment col, patates, pastanagues i nap, amb carn de porc fumada o en salaó (garró i espatlla, salsitxes anomenades "salsitxes a coure" (saucisses à cuire) i cansalada viada fumada o salada. Si sobra brou, aquest es pren amb llesques de pa torrat.
La potée és un bullit rural típic de les llars franceses en regions muntanyenques i de l'interior del país. Es troba també a les regions de Franc Comtat, Berry, Borgonya i Alvèrnia, sense que la seva composició variï substancialment. Se solen emprar en cada cas salsitxes locals, com la salsitxa de Morteau del Franc Comtat, el gust del qual és tan preat que es pot trobar en moltes potées franceses.